# François Charles-Roux

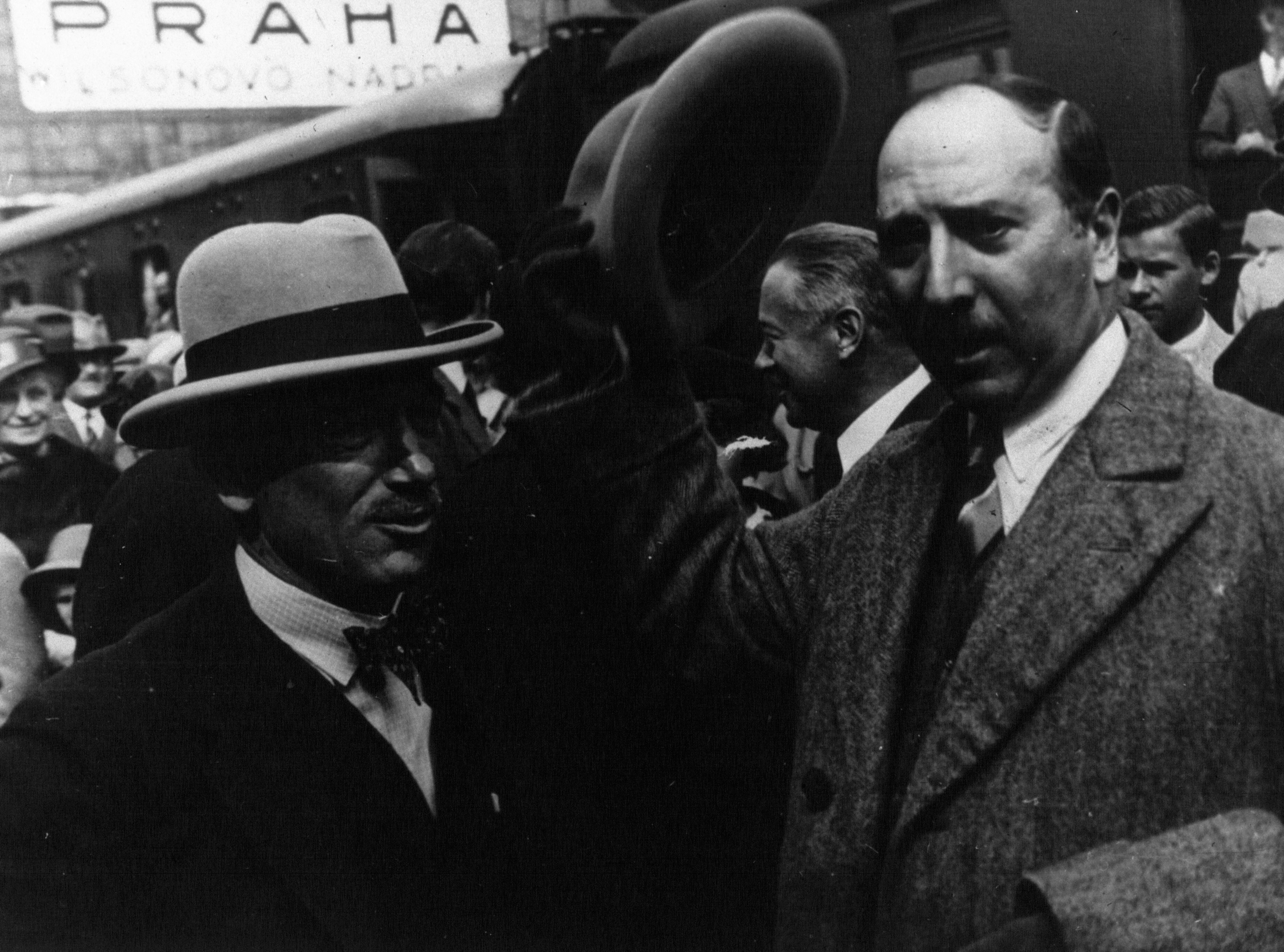

François Charles-Roux (Marsiglia, 20 novembre 1879 – Parigi, 1961) è stato un diplomatico francese.

## Biografia
Dal 1916 al 1924 fu consigliere presso l'ambasciata francese in Italia. Dal 1927 al 1931 fu ministro plenipotenziario in Cecoslovacchia e quindi dal 1932 al 1940 ambasciatore presso la Santa Sede. Rientrato a Parigi, il 21 maggio divenne segretario generale al ministero degli Esteri e nel gabinetto Pétain si adoperò affinché non venissero eccessivamente turbati i rapporti con la Gran Bretagna. Il 1º novembre 1940 diede le dimissioni e si ritirò a vita privata. Dal 1948 al 1956 fu presidente della Compagnia del Canale di Suez, l'ultimo prima della nazionalizzazione voluta dal presidente egiziano Nasser. È morto a Parigi nel 1961. È il padre della scrittrice Edmonde Charles-Roux.

### Opere
È autore di numerose opere di carattere storico, ma quella più famosa, Cinq mois tragiques aux Affaires Etrangères  riguarda la sua attività nel gabinetto Pétain e fu pubblicata nel 1949.